# أدريان غورسكا
أدريان غورسكا (بالفرنسية: Adrienne Gorska)‏ هي مهندسة معمارية فرنسية، ولدت في 1899 في موسكو في روسيا، وتوفيت في 1969 في بيوليو سور مير في فرنسا.